# Élisabeth Badinter
Élisabeth Badinter (geboren Bleustein-Blanchet) (Boulogne-Billancourt, Frankrijk, 5 maart 1944) is een bekende Franse feministe en filosofe. Diverse van haar boeken zijn in het Nederlands vertaald.

## Biografie
Badinter werd geboren in Parijs. Haar ouders waren journalist Sophie Vaillant (wier grootvader de politicus Édouard Vaillant was, bekend van de Commune van Parijs (1871)) en Marcel Bleustein-Blanchet (afkomstig uit een joods-Russische migrantenfamilie), in 1926 oprichter van het grote communicatiebureau Publicis. Haar vader zat tijdens de Tweede Wereldoorlog in de résistance (het verzet).
Badinter werd na haar vaders overlijden in 1996 aandeelhouder en bestuursvoorzitter bij Publicis.

## Ideeën
In haar artikelen en boeken levert Badinter een actieve bijdrage aan het publieke debat in Frankrijk over de positie van vrouwen.
In 1980 publiceerde ze het boek L'Amour en plus : histoire de l'amour maternel (XVIIe-XXe siècle), in 1983 in Nederlandse vertaling door Veronique Huijbregts en Marie Luyten uitgebracht onder de titel De mythe van de moederliefde : geschiedenis van een gevoel. In het boek beschreef ze de manier waarop moeders met hun kinderen omgingen in verschillende perioden in de geschiedenis van de zeventiende tot de twintigste eeuw. Ze betoogde dat, in tegenstelling tot wat vaak als vanzelfsprekend wordt aangenomen, 'moederlijk gedrag' geen aangeboren instinct is. Ze stelt dat de manier waarop vrouwen met hun kinderen omgaan cultureel bepaald is. Op initiatief van uitgeverij Athenaeum en De Groene Amsterdammer werd in december 2023 een nieuwe editie uitgebracht van deze vertaling, dit keer onder de titel De mythe van het moederschap : een historische kijk op het moederinstinct, met een nieuw voorwoord door Xandra Schutte.
Volgens Badinter is het feit dat vrouwen nog altijd zijn ondervertegenwoordigd in het Franse en Europese politieke landschap geenszins het gevolg van vermeende vrouwonvriendelijke opvattingen in de samenleving, zoals sommige andere feministische schrijfsters en schrijvers stellen. Het zijn in haar ogen vooral de traditionele rolpatronen thuis die verklaren dat naar verhouding weinig vrouwen politiek bedrijven. Zolang mannen niet bereid zijn om meer tijd te besteden aan de zorg voor de kinderen en het huishouden, zal het voor veel vrouwen niet mogelijk zijn om in het bedrijfsleven of de politiek tot het uiterste van hun kunnen te gaan.
Vrouwen hebben volgens Badinter geen discriminerende wetten nodig om politiek door te breken en het Franse electoraat heeft er geen enkel bezwaar tegen om te worden vertegenwoordigd door vrouwen. Politica's zoals Ségolène Royal en Michèle Alliot-Marie zijn er het levende bewijs van dat bekwame vrouwen op eigen kracht de top kunnen bereiken. Initiatieven zoals vrouwenquota vindt zij beledigend.
Badinter beschouwt het moslimfundamentalisme als een serieuze bedreiging, in het bijzonder voor de positie van vrouwen. Zij is tegen het dragen van hoofddoeken op school en verzet zich tegen vrouwelijke genitale verminking en verschijnselen als polygamie. In haar boek Fausse route ("De verkeerde weg") uit 2003 levert zij onder meer felle kritiek op feministes en intellectuelen die zich neerleggen bij wat naar haar mening onaanvaardbaar is en die in positieve discriminatie een oplossing zien voor het wegnemen van achterstandssituaties. Volgens Badinter is discriminatie altijd negatief. 
Ze neemt in 2010 het standpunt in dat moeders zich te veel zijn gaan richten naar de (vermeende) belangen van het kind, waardoor ze te veel aan eigenheid en eigen wensen opgeven.
Zij verzet zich tegen het verbod op prostitutie in Frankrijk.

## Persoonlijk
Badinter was gehuwd met de socialistische oud-politicus Robert Badinter (1928-2024), die als minister van Justitie aan het begin van de jaren tachtig in Frankrijk de doodstraf afschafte.

## Publicaties
| Jaar | Titel | Uitgever/ISBN     | Titel vertaling                                                           | Notitie                                                                                                 |
| ---- | --- | ----------------- | ------------------------------------------------------------------------- | --- |
| 1980 | L'Amour en plus. Histoire de l'amour maternel (XVIIe-XXe siècle)                                                              | 2-253-02944-0     | De mythe van de moederliefde - Geschiedenis van een gevoel                | Vertaling van Veronique Huijbregts uitgebracht in 1983 door Bijleveld, Utrecht, Collectie Ianvs bifrons |
| 1980 | L'Amour en plus. Histoire de l'amour maternel (XVIIe-XXe siècle)                                                              | 2-253-02944-0     | De mythe van het moederschap - Een historische kijk op het moederinstinct | Vertaling van Marie Luijten uitgebracht door Athenaeum in 2023                                          |
| 1981 | Les Goncourt : « Romanciers et historiens des femmes », préface de « La Femme au XVIIe siècle d'Edmond et Jules de Goncourt » |                   |                                                                           | |
| 1983 | Émilie, Émilie, L'ambition féminine au XVIIIe siècle                                                                          | 2-08-210089-8     |                                                                           | |
| 1985 | Les Remontrances de Malesherbes (1771-1775)                                                                                   |                   |                                                                           | |
| 1986 | L'Un est l'autre | 2-7381-1364-8     |                                                                           | |
| 1988 | Condorcet. Un intellectuel en politique                                                                                       |                   |                                                                           | |
| 1988 | Correspondance inédite de Condorcet et Madame Suard (1771-1791)                                                               |                   |                                                                           | |
| 1989 | Madame d'Épinay, Histoire de Madame de Montbrillant ou les Contreconfessions                                                  |                   |                                                                           | Voorwoord door Badinter                                                                                 |
| 1989 | Thomas, Diderot, Madame d'Épinay. Qu'est-ce qu'une femme ?                                                                    |                   |                                                                           | Voorwoord door Badinter                                                                                 |
| 1989 | Condorcet, Prudhomme, Guyomar. Paroles d'hommes (1790-1793)                                                                   |                   |                                                                           | Gepresenteerd door Badinter                                                                             |
| 1992 | XY, de l'identité masculine                                                                                                   | 2-253-09783-7     |                                                                           | |
| 1997 | Madame du Châtelet, Discours sur le bonheur                                                                                   |                   |                                                                           | Voorwoord door Badinter                                                                                 |
| 1999 | Les Passions intellectuelles, tome 1, Désirs de gloire (1735-1751)                                                            |                   |                                                                           | |
| 2002 | Les Passions intellectuelles, tome 2, L'exigence de dignité (1751-1762)                                                       |                   |                                                                           | |
| 2002 | Simone de Beauvoir, Marguerite Yourcenar, Nathalie Sarraute                                                                   | 2-7177-2220-3     |                                                                           | Conferentie van Badinter, Jacques Lassalle en Lucette Finas                                             |
| 2003 | Fausse route | 2-253-11264-X     | Dead End Feminism                                                         | Engelse vertaling uit 2006, 0-7456-3380-3                                                               |
| 2006 | Madame du Châtelet, Madame d'Epinay, ou l'ambition féminine au XVIIIe siècle                                                  | 2-08-210563-6     |                                                                           | |
| 2020 | Les conflits d'une mère | 978-2-0815-1807-0 |                                                                           | Marie-Thérèse d'Autriche, Flammarion                                                                    |

## Voetnoten
- Bibsys: 90175587
- Biblioteca Nacional de Chile: 000235679
- Biblioteca Nacional de España: XX842717
- Bibliothèque nationale de France: cb11889838d (data)
- Catàleg d'autoritats de noms i títols de Catalunya: 981058515822306706
- CiNii: DA01158430
- Gemeinsame Normdatei: 115366539
- International Standard Name Identifier: 0000 0001 2147 1256
- Library of Congress Control Number: n79014558
- Nationale Bibliotheek van Letland: 000144922
- Bibliotheek van het Japanse parlement: 00432032
- Nationale Bibliotheek van Tsjechië: jn20020118020
- Nationale bibliotheek van Australië: 35953121
- Nationale Bibliotheek van Israël: 987007276085405171
- Nationale Bibliotheek van Polen: a0000002882465
- Nederlandse Thesaurus van Auteursnamen: 067735800
- Réseau des bibliothèques de Suisse occidentale: 02-A002959181
- Istituto Centrale per il Catalogo Unico: CFIV025349
- Système universitaire de documentation: 02670031X
- Trove: 1160661
- Virtual International Authority File: 108796454
- WorldCat: E39PBJk8WmMBF7CjXd9xrKQ8YP